# Janusz Gortat
Janusz Gortat est un boxeur polonais né à Brzozów le 5 novembre 1948 et mort le 19 décembre 2023. Il est actif dans les années 1970 dans la catégorie mi-lourds et est double médaillé olympique.

## Biographie

### Carrière
Sa carrière amateur est principalement marquée par deux médailles de bronze remportées aux Jeux olympiques de Munich en 1972 et de Montréal en 1976 et par une médaille d'argent aux championnats d'Europe de Milan en 1973 dans la catégorie mi-lourds.

### Famille
Janusz Gortat est le père du basketteur professionnel Marcin Gortat.

## Palmarès

### Jeux olympiques
- Médaille de bronze en -81 kg aux Jeux de 1976 à Montréal
- Médaille de bronze en -81 kg aux Jeux de 1972 à Munich

### Championnats d'Europe de boxe amateur
- Médaille d'argent en -81 kg en 1973 à Milan, Italie

### Championnat de Pologne
- Champion national en 1973 à 1976, en 1978 et 1980 (soit à 6 reprises)
- 5 fois vice-champion, de 1969 à 1972, et 1977